# Ісраель Бар-Єгуда
Ісрае́ль Бар-Єгу́да (івр. ישראל בר-יהודה, ім'я при народженні — Ізраїль Ідельсон; 15 листопада 1895 року — 4 травня 1965 року) — ізраїльський політичний і державний діяч, міністр внутрішніх справ Ізраїлю, міністр транспорту Ізраїлю.

## Біографія
Ісраель народився в місті Конотоп в Російській імперії (зараз Сумська область України) в 1895 році. Його батько був Барух бухгалтером і прихильником Хабада, його мати, Блума, вела домашнє господарство. Вдома розмовляли російською мовою. Серед його родичів були двоюрідний брат його батька Авраам Ідельсон (один з лідерів сіонізму) і двоюрідний брат Ісраеля музикознавець Авраам Цві Ідельсон.
У дитинстві його родина переїхала до Катеринослава, де він навчався в середній школі. Там же він закінчив Катеринославський інститут інженерів гірничої промисловості.
У віці 14 років він приєднався до сіоністської організації «Онуки Сіону», а через два роки до організації «Молодь Сіону». Саме з причин сіонізму, він розпочав навчання на гірничого інженера, щоб взяти участь у бурінні нафтових свердловин після переїзду в Ізраїль.
Напередодні Першої світової війни він був обраний керівником Катеринославського відділення організації «Молодь Сіону». В силу займаної посади, що він вирішив встановити прямі контакти з біженцями, які прибули під час війни в місто, і вивчав для цієї мети мову ідиш.
Він став секретарем ЦК «сіоністів-соціалістів», де він познайомився і одружився з Бебою Трахтенберг. У 1922 році вони були заарештовані Радянською владою й заслали в Сибір. У 1924 році, завдяки заступництву дружини Горького, їх заслання було замінено на депортацією з СРСР. Вони виїхали спочатку в Литві, а звідти до Берліна через Данциг. Протягом наступних двох років у Берліні вони активно беруть участь у створенні Всесвітнього союзу соціалістичних сіоністів, в якому Ісраель став секретарем руху.
У 1926 році Ісраель Бар-Єхуда переїхав жити в Палестину.

## Політична кар'єра
У Палестині Ісраель став секретарем Ради робітничих Петах-Тікви та організовував захист єврейських робітників. У 1930 році він вступив до кібуцу Ягур, і через 6 років став його секретарем. Під час арабського повстання 1936—1939 років він був одним з перших, хто закликав до «активної оборони» від нападників на євреїв арабів.
Він був делегатом національних Зборів і членом Установчих зборів. За ці роки Ісраель став одним з лідерів фракції «У» у партії Мапай і одним з лідерів Ахдут ха-Авода після розколу Мапай в 1944 році. З 1960 по 1962 рік він був генеральним секретарем Ахдут ха-Авода.
Ісраель був обраний депутатом у першому і другому кнесеті від партії МАПАМ і, від партії Ахдут Авода з третього по п'ятий Кнесет. Він був членом комітетів кнесету з будівництва, Конституції, права і юстиції, закордонних справ, оборони, праці та фінансів. Також Ісраель брав участь в роботі Фінансового комітету, і був головою підкомітету з розробки Основних законів держави Ізраїль. У третьому кнесеті він став заступником спікера.